# Miehikkälä
Miehikkälä [ˈmie̯ɦikˌkælæ] ist eine Gemeinde im Südosten Finnlands mit 1791 Einwohnern (Stand 31. Dezember 2022).
Sie liegt im äußersten Südosten des Landes in der Landschaft Kymenlaakso unmittelbar an der Grenze zu Russland. Nachbargemeinden sind Luumäki und Ylämaa im Norden, die Stadt Hamina im Westen und Virolahti im Süden. Im Südosten grenzt Miehikkälä an Russland. Die Gemeinde verfügt jedoch über keinen Grenzübergang, der nächstgelegene ist Vaalimaa im Süden.

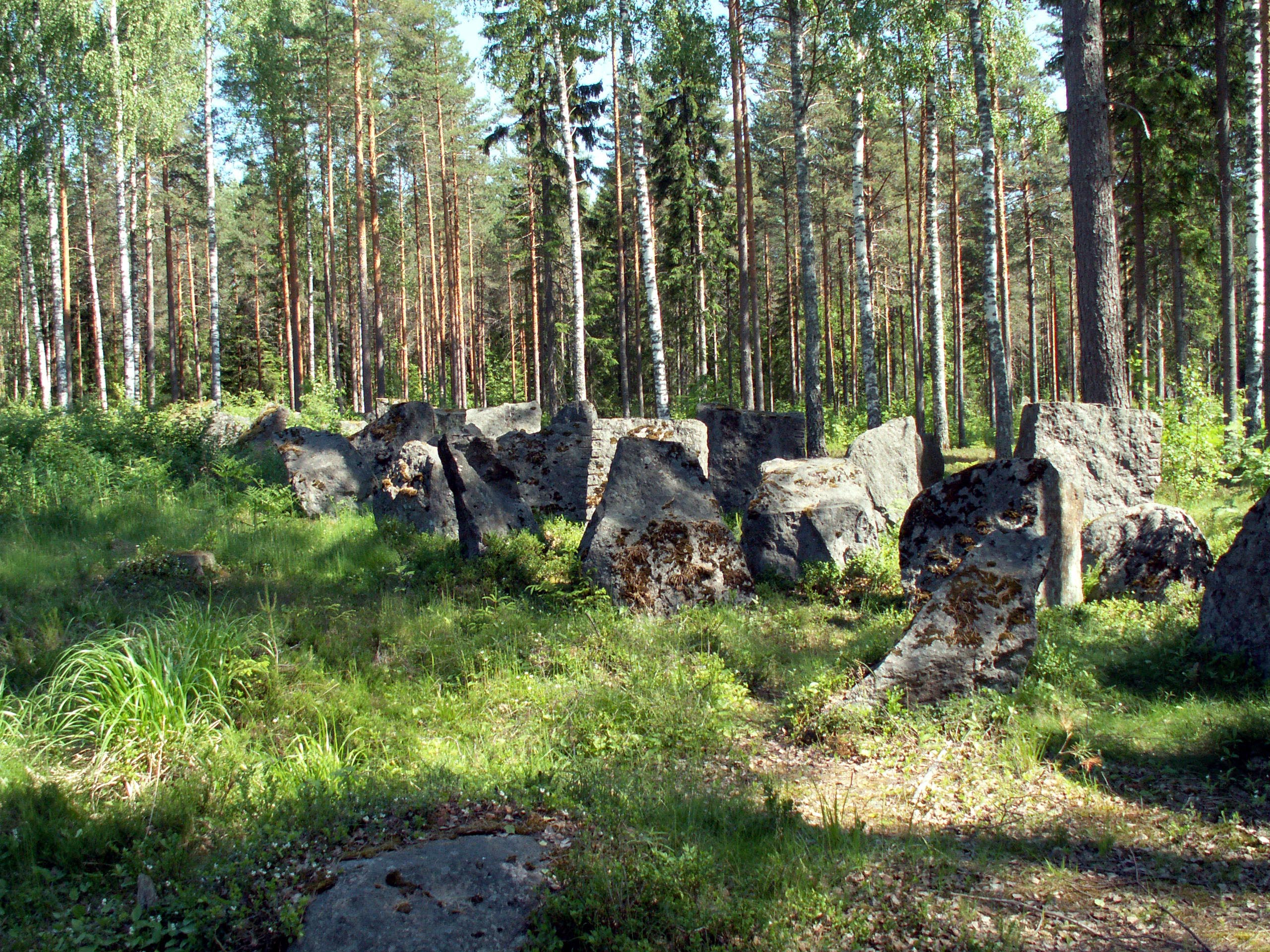
Panzersperren der Salpalinja-Verteidigungslinie bei Miehikkälä

Seit 1887 ist der Ort eine eigenständige Gemeinde. Die heutige Ostgrenze der Gemeinde wurde 1944 nach der Niederlage Finnlands im Fortsetzungskrieg gezogen, als Finnland große Teile Kareliens an die Sowjetunion abtrat und Miehikkälä so zur Grenzgemeinde wurde. Miehikkälä wurde der äußerste Nordwesten der Gemeinde Säkkijärvi zugeschlagen, die aufgelöst wurde und zum größten Teil an die Sowjetunion fiel. Zu den Sehenswürdigkeiten von Miehikkälä gehört ferner das Salpalinja-Museum, das Verteidigungsstellungen aus der Zeit des Zweiten Weltkriegs vorstellt.
Die Kirche von Miehikkälä, eine Langkirche in Ziegelbauweise nach Plänen von L. J. Lindqvist, wurde 1881 geweiht. Sie vereint verschiedene architektonische Einflüsse, wobei – für Finnland recht unüblich – neoromanische Figuren die Gestalt des Baus dominieren. Das 1930 von Väinö Hämälainen gemalte Altarbild zeigt die Kreuzabnahme Jesu.

## Ortschaften
Zu der Gemeinde gehören die Orte Heikkilä, Hurttala, Kylmälä, Lapjärvi, Miehikkälä, Muurikkala, Muurola, Saivikkala, Hauhia, Ihalainen, Joenpolvi, Järvelä, Kaitainen, Kavala, Laisniemi, Metsämuuronen, Pitkäkoski, Pyhältö, Salo-Miehikkälä, Suur-Miehikkälä und Taipale.

## Persönlichkeiten
- Eeva Ruoppa (1932–2013), Skilangläuferin
- Reijo Taipale (1940–2019), Tango- und Schlagersänger